# Geofísica

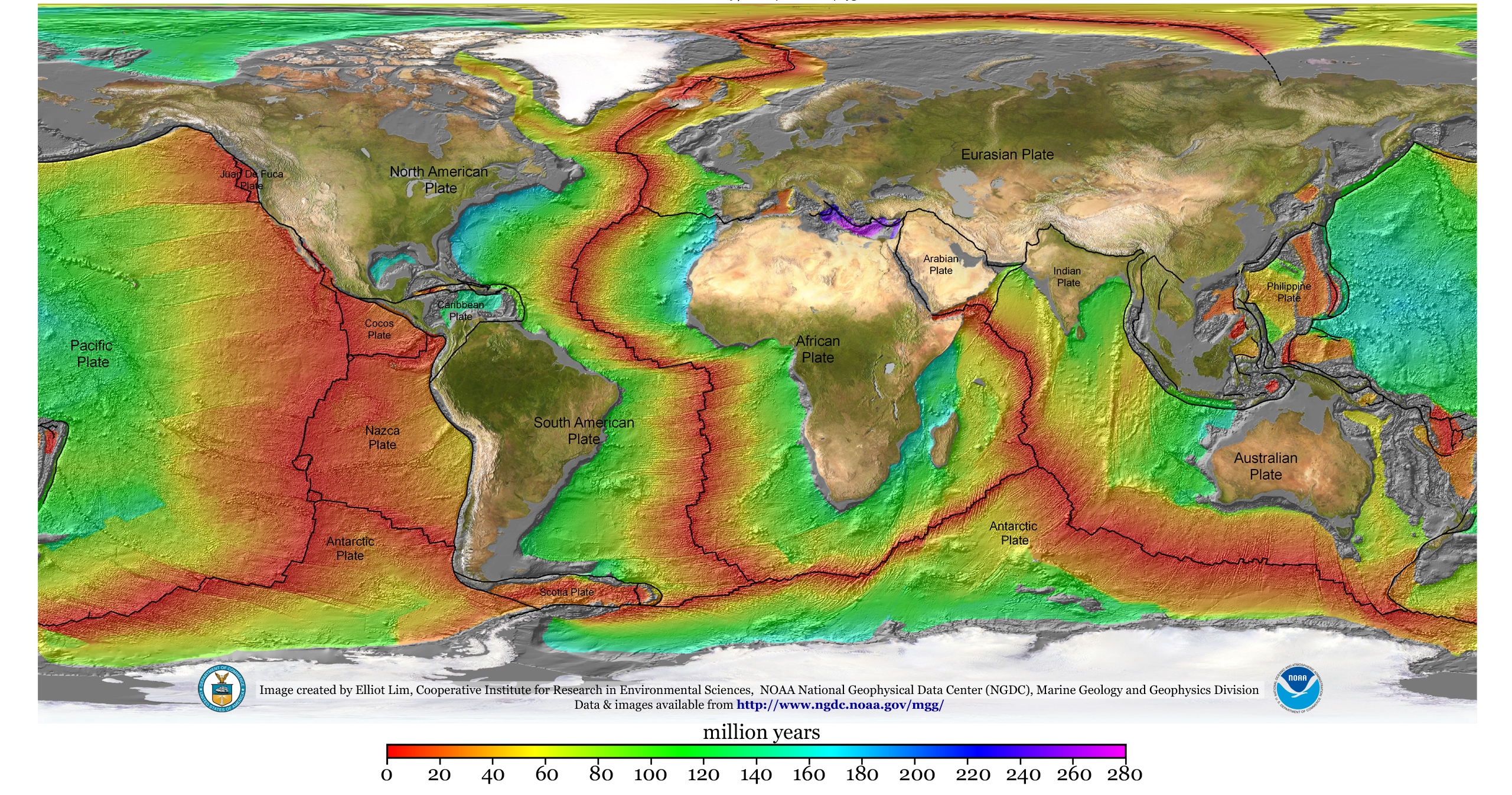
Edad de la corteza oceánica. La mayor parte de la información proviene de las secuencias de inversiones de polaridad magnética registradas en el sustrato marino calibradas con dataciones absolutas.

La geofísica es la ciencia que estudia la Tierra desde el punto de vista de la física. Su objeto de estudio abarca todos los fenómenos relacionados con la estructura, condiciones físicas e historia evolutiva de la Tierra. Al ser una disciplina principalmente experimental, usa para su estudio métodos cuantitativos físicos como la física de reflexión y refracción de ondas mecánicas, y una serie de métodos basados en la medida de la gravedad, de campos electromagnéticos, magnéticos o eléctricos y de fenómenos radiactivos. En algunos casos dichos métodos aprovechan campos o fenómenos naturales (gravedad, magnetismo terrestre, mareas, terremotos, tsunamis, etc.) y en otros son inducidos por el hombre (campos eléctricos y fenómenos sísmicos).
Dentro de la geofísica se distinguen dos grandes ramas: la geofísica interna y la geofísica externa.

## Ramas de la geofísica

### Geofísica interna
La geofísica interna analiza el interior de la Tierra y las principales cuestiones que estudia son:
- Sismología, estudia la estructura interna de la Tierra, el movimiento de las placas tectónicas y los movimientos telúricos, entre otros, valiéndose principalmente del análisis de sismogramas que registran la propagación de ondas elásticas (sísmicas) y de observaciones GPS que registran el movimiento de las placas tectónicas.
- Geotermometría, estudia procesos relacionados con la propagación de calor en el interior de la Tierra, particularmente los relacionados con desintegraciones radioactivas y vulcanismo.
- Geodinámica, la interacción de esfuerzos y deformaciones en la Tierra que causan movimiento del manto y de la litosfera.
- Prospección geofísica, usa métodos cuantitativos para la localización de recursos naturales como petróleo, agua, yacimientos de minerales, cuevas, etc. o artificiales como yacimientos arqueológicos.
- Ingeniería geofísica o geotecnia, usa métodos cuantitativos de prospección para la ubicación de yacimientos de minerales e hidrocarburos, así como para las obras públicas y construcción en general.
- Tectonofísica, estudia los procesos tectónicos.
- Vulcanología, es el estudio de los volcanes, la lava, el magma y otros fenómenos geológicos relacionados.

### Geofísica externa
La geofísica externa estudia las propiedades físicas del entorno terrestre.
- Geomagnetismo, estudia el campo magnético terrestre, tanto el interno generado por la propia Tierra como el externo, inducido por la Tierra y por el viento solar en la ionosfera.
- Paleomagnetismo, se ocupa del estudio del campo magnético terrestre en épocas anteriores del planeta.
- Gravimetría, estudia el campo gravitatorio terrestre a través de observaciones en tierra y observaciones satelitales.
- Oceanografía u oceanología, estudia el océano en todas sus escalas. Desde fenómenos locales, hasta fenómenos globales como El Niño.
- Meteorología, estudia la atmósfera y el tiempo atmosférico, circunscribiéndose a la tropósfera.
- Aeronomía, es la ciencia que estudia las capas superiores de la atmósfera, donde los fenómenos de ionización y disociación son importantes, desde el punto de vista físico y químico.
- Climatología, estudia el clima terrestre actual y en el pasado geológico.
- Geofísica espacial, estudia los procesos físicos ligados al plasma presente en la ionosfera y la magnetósfera, y su interacción con el viento solar. La geofísica espacial es principalmente reconocida por el estudio de la transferencia de energía en la magnetósfera que da origen a las auroras polares.

## Geofísica aplicada
En general, geofísica aplicada o exploración geofísica se refiere al uso de métodos físicos y matemáticos para determinar las propiedades físicas de las rocas y sus contrastes. El propósito de tal determinación es conocer el arreglo de los cuerpos de roca en el interior de la Tierra, así como las anomalías presentes en ellas.
Algunos de los métodos de exploración geofísica más usados son: los métodos electromagnéticos, los métodos potenciales, y los métodos sísmicos.
El conocimiento del arreglo de las rocas en el interior de la Tierra puede tener un objetivo científico o comercial. Por ejemplo, conocer las dimensiones de un reservorio de hidrocarburos a través de métodos sísmicos o caracterizar la cámara magmática de un volcán a través de métodos gravimétricos.
También es utilizado en la ingeniería civil para estudiar un terreno donde se comenzará una construcción. Se hace una exploración para determinar la profundidad a la que se encuentran los estratos de roca sana, es decir, capaz de soportar la construcción.

## Fenómenos físicos
La geofísica es una materia muy interdisciplinar y los geofísicos contribuyen a todas las áreas de las ciencias de la Tierra. Para proporcionar una idea más clara de lo que constituye la geofísica, esta sección describe los fenómenos que se estudian en la física y cómo se relacionan con la Tierra y su entorno.
En Geofísica, se aplican los principios de la Física para estudiar el "Interior" de la Tierra. Dependiendo del problema que se estudie, hay que decidir qué método se debe aplicar. Por ejemplo, para los estudios de aguas subterráneas, es útil el método eléctrico. En el caso de los yacimientos minerales, se puede utilizar el método de la gravedad o el magnético. Para el petróleo y el gas natural, hay que realizar estudios gravimétricos y magnéticos para obtener una idea aproximada de la estructura de las formaciones rocosas. Si la estructura deseada existe, para el estudio detallado de las formaciones rocosas, hay que llevar a cabo estudios sísmicos y/o magnetotelúricos. 

### Gravedad

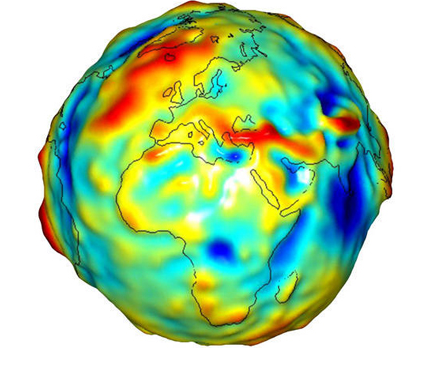
Mapa de las desviaciones de la gravedad con respecto a una Tierra perfectamente lisa e idealizada.

La atracción gravitatoria de la Luna y el Sol da lugar a dos mareas altas y dos mareas bajas cada día lunar, o cada 24 horas y 50 minutos. Por tanto, hay un intervalo de 12 horas y 25 minutos entre cada marea alta y entre cada marea baja.
Las fuerzas gravitatorias hacen que las rocas presionen sobre otras más profundas, aumentando su densidad a medida que aumenta la profundidad. Las mediciones de la aceleración de la gravedad y del potencial gravitatorio en la superficie de la Tierra y por encima de ella pueden utilizarse para buscar depósitos minerales (véase anomalía gravitatoria y gravimetría). El campo gravitatorio superficial proporciona información sobre la dinámica de las placas tectónicas. La superficie geopotencial llamada geoide es una definición de la forma de la Tierra. El geoide sería el nivel medio global del mar si los océanos estuvieran en equilibrio y pudieran extenderse a través de los continentes (como con canales muy estrechos).

### Flujo de calor

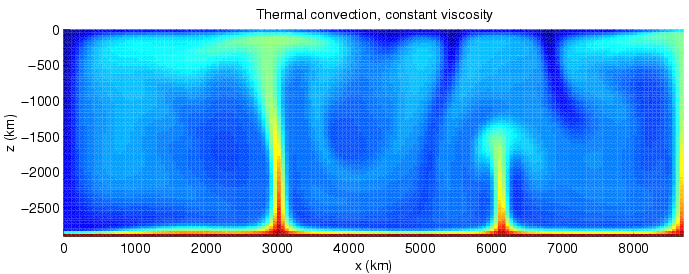
Un modelo de convección térmica en el manto terrestre. Las finas columnas rojas son plumas del manto.

La Tierra se está enfriando y el flujo de calor resultante genera el campo magnético de la Tierra a través del geodinamo y la tectónica de placas a través de la convección del manto. Las principales fuentes de calor son el calor primordial y la radiactividad, aunque también hay aportes de las transiciones de fase. El calor se lleva principalmente a la superficie por convección térmica, aunque hay dos capas límite térmicas: el límite entre el núcleo y el manto y la litosfera, en las que el calor se transporta por conducción. Algo de calor es transportado desde el fondo del manto por las plumas del manto. El flujo de calor en la superficie de la Tierra es de aproximadamente  4,2 × 1013 W, y es una fuente potencial de energía geotérmica.

### Vibraciones

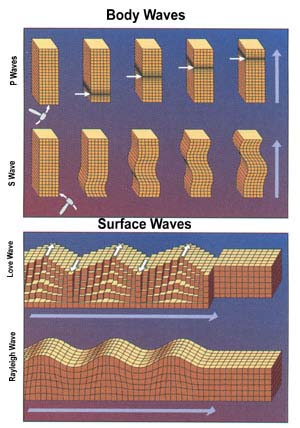
Ilustración de las deformaciones de un bloque por ondas de cuerpo y ondas superficiales (ver onda sísmica).

Las ondas sísmicas son vibraciones que viajan por el interior de la Tierra o a lo largo de su superficie. La Tierra entera también puede oscilar en formas que se denominan modos normales o oscilaciones libres de la Tierra. Los movimientos del suelo procedentes de las ondas o modos normales se miden con sismógrafos. Si las ondas proceden de una fuente localizada, como un terremoto o una explosión, se pueden utilizar las mediciones en más de un lugar para localizar la fuente. La localización de los terremotos proporciona información sobre la tectónica de placas y la convección del manto.
El registro de las ondas sísmicas procedentes de fuentes controladas proporciona información sobre la región que recorren las ondas. Si la densidad o la composición de la roca cambia, las ondas se reflejan. Las reflexiones registradas mediante sismología de reflexión pueden proporcionar una gran cantidad de información sobre la estructura de la tierra hasta varios kilómetros de profundidad y se utilizan para aumentar nuestra comprensión de la geología, así como para explorar en busca de petróleo y gas. Los cambios en la dirección de desplazamiento, llamados refracción sísmica, pueden utilizarse para inferir la estructura profunda de la Tierra.
Los terremotos suponen un riesgo para el ser humano. La comprensión de sus mecanismos, que dependen del tipo de terremoto (por ejemplo, intraplaca o foco profundo), puede conducir a mejores estimaciones del riesgo de terremotos y a mejoras en la ingeniería sísmica.

### Electricidad
Aunque notamos la electricidad principalmente durante las tormentas eléctricas, siempre hay un campo eléctrico descendente cerca de la superficie que tiene un promedio de 120 voltios por metro. En relación con la Tierra sólida, la atmósfera tiene una carga neta positiva debido al bombardeo de rayos cósmicos. En el circuito global fluye una corriente de unos 1800 amperios. Fluye hacia abajo desde la ionosfera sobre la mayor parte de la Tierra y de nuevo hacia arriba a través de las tormentas eléctricas. El flujo se manifiesta en forma de rayos por debajo de las nubes y sprites por encima.
En los estudios geofísicos se utilizan diversos métodos eléctricos. Algunos miden el potencial espontáneo, un potencial que surge en el suelo debido a perturbaciones naturales o provocadas por el hombre. Las corrientes telúricas fluyen en la Tierra y en los océanos. Tienen dos causas: La inducción electromagnética por el campo magnético terrestre de origen externo y variable en el tiempo y el movimiento de los cuerpos conductores (como el agua de mar) a través del campo magnético permanente de la Tierra. La distribución de la densidad de la corriente telúrica puede utilizarse para detectar variaciones en la resistividad eléctrica de las estructuras subterráneas. Los geofísicos también pueden proporcionar la propia corriente eléctrica.

### Ondas electromagnéticas
Las ondas electromagnéticas se producen en la ionosfera y la magnetosfera, así como en el núcleo externo de la Tierra. Se cree que el Coro del amanecer (sonido captable de ondas de radio) está causado por electrones de alta energía que quedan atrapados en el cinturón de radiación de Van Allen. Los silbadores son producidos por la caída de rayos. Los silbidos electromagnéticos pueden ser generados por ambos. Los terremotos también pueden generar ondas electromagnéticas.
En el hierro líquido altamente conductor del núcleo externo, los campos magnéticos son generados por corrientes eléctricas mediante inducción electromagnética. Las ondas Alfvén son ondas magnetohidrodinámicas en la magnetosfera o en el núcleo de la Tierra. En el núcleo, probablemente tienen poco efecto observable en el campo magnético de la Tierra, pero las ondas más lentas, como las ondas de Rossby magnéticas, pueden ser una fuente de variación secular geomagnética.
Los métodos electromagnéticos que se utilizan para la prospección geofísica incluyen la electromagnética transitoria, la magnetotelúrica, la resonancia magnética nuclear de superficie y el registro electromagnético del lecho marino.

### Magnetismo
El campo magnético terrestre protege a la Tierra del mortífero viento solar y se ha utilizado durante mucho tiempo para la navegación. Se origina en los movimientos fluidos del núcleo externo. El campo magnético en la atmósfera superior da lugar a las auroras polares.

El eje del dipolo de la Tierra (línea rosa) está inclinado respecto al eje de rotación (línea azul).

El campo de la Tierra es aproximadamente como un dipolo inclinado, pero cambia con el tiempo (un fenómeno llamado variación secular geomagnética). La mayoría de las veces el polo geomagnético se mantiene cerca del polo geográfico, pero a intervalos aleatorios de entre 440.000 y un millón de años aproximadamente, la polaridad del campo terrestre se invierte. Estas inversiones geomagnéticas, analizadas dentro de una escala de tiempo de la polaridad geomagnética, contienen 184 intervalos de polaridad en los últimos 83 millones de años, con cambios en la frecuencia a lo largo del tiempo, con la más reciente y breve inversión completa del evento Laschamp que ocurrió hace 41.000 años durante el Último período glacial. Los geólogos observaron la inversión geomagnética registrada en las rocas volcánicas, a través de la correlación magnetoestratigráfica  y su firma puede verse como franjas de anomalías magnéticas lineales paralelas en el fondo marino. Estas franjas proporcionan información cuantitativa sobre la expansión del fondo oceánico, una parte de la tectónica de placas. Son la base de la magnetoestratigrafía, que correlaciona las inversiones magnéticas con otras estratigrafías para construir escalas temporales geológicas. Además, el magnetización en las rocas puede utilizarse para medir el movimiento de los continentes.

### Radioactividad

Ejemplo de una cadena de desintegración radiactiva (ver fechado radiométrico).

La desintegración radiactiva es responsable de cerca del 80% del calor producido en el interior de la Tierra, que alimenta el geodinamo y la tectónica de placas. Los principales isótopos que producen calor son el potasio-40, el uranio-238, el uranio-235 y el torio-232.
Los elementos radiactivos se utilizan para la datación radiométrica, el principal método para establecer una escala temporal absoluta en la geocronología.
Los isótopos inestables se desintegran a ritmos predecibles, y los ritmos de desintegración de los diferentes isótopos abarcan varios órdenes de magnitud, por lo que la desintegración radiactiva puede utilizarse para datar con precisión tanto eventos recientes como eventos de épocas geológicas pasadas. La cartografía radiométrica mediante espectrometría gamma terrestre y aérea puede utilizarse para cartografiar la concentración y distribución de radioisótopos cerca de la superficie de la Tierra, lo que resulta útil para cartografiar la litología y la alteración.

### Dinámica de fluidos
Movimientos de fluidos se producen en la magnetosfera, la atmósfera, el océano, el manto y el núcleo. Incluso el manto, aunque tiene una enorme viscosidad, fluye como un fluido durante largos intervalos de tiempo. Este flujo se refleja en fenómenos como la isostasia, el rebote postglacial y las plumas del manto. El flujo del manto impulsa la tectónica de placas y el flujo en el núcleo de la Tierra impulsa el geodinamo.
La dinámica de fluidos geofísica es una herramienta primordial en la oceanografía física y la meteorología. La rotación de la Tierra tiene profundos efectos en la dinámica de los fluidos terrestres, a menudo debido al efecto Coriolis. En la atmósfera da lugar a patrones a gran escala como las ondas de Rossby y determina los patrones básicos de circulación de las tormentas. En el océano impulsan patrones de circulación a gran escala, así como ondas Kelvin y espirales de Ekman en la superficie del océano. En el núcleo de la Tierra, la circulación del hierro fundido está estructurada por columnas de Taylor.
Las ondas y otros fenómenos en la magnetosfera pueden modelarse mediante la magnetohidrodinámica.

### Física de los minerales
Las propiedades físicas de los minerales deben entenderse para inferir la composición del interior de la Tierra a partir de la sismología, el gradiente geotérmico y otras fuentes de información. Los físicos de minerales estudian las propiedades de elástica de los minerales; sus diagramas de fases a alta presión, puntos de fusión y ecuaciones de estado a alta presión; y las propiedades reológicas de las rocas, o su capacidad de fluir. La deformación de las rocas por descenso hace posible la fluidez, aunque en tiempos cortos las rocas son frágiles. La viscosidad de las rocas se ve afectada por la temperatura y la presión, y a su vez determina la velocidad a la que se mueven las placas tectónicas.
El agua es una sustancia muy compleja y sus propiedades únicas son esenciales para la vida. Sus propiedades físicas dan forma a la hidrosfera y son una parte esencial del ciclo del agua y del clima. Sus propiedades termodinámicas determinan la evaporación y el gradiente térmico en la atmósfera. Los numerosos tipos de precipitación implican una compleja mezcla de procesos como la coalescencia, el sobreenfriamiento y la sobresaturación. Parte del agua precipitada se convierte en agua subterránea, y el flujo de agua subterránea incluye fenómenos como la percolación, mientras que la conductividad del agua hace que los métodos eléctricos y electromagnéticos sean útiles para el seguimiento del flujo de agua subterránea. Las propiedades físicas del agua, como la salinidad, tienen un gran efecto en su movimiento en los océanos.
Las numerosas fases del hielo forman la criosfera y se presentan en formas como capa de hielo, glaciar, hielo marino, hielo de agua dulce, nieve y suelo congelado (o permafrost).